# كيوكو كيتامورا
كيوكو كيتامورا (بالإنجليزية: Kyoko Kitamura)‏ هي مغنية أمريكية، ولدت في 1970.

## وصلات خارجية
- كيوكو كيتامورا على موقع ميوزك برينز (الإنجليزية)
- كيوكو كيتامورا على موقع أول ميوزيك (الإنجليزية)
- كيوكو كيتامورا على موقع ديسكوغز (الإنجليزية)